# Девесел (комуна)
Девесел (рум. Devesel) — комуна у повіті Мехедінць в Румунії. До складу комуни входять такі села (дані про населення за 2002 рік):
- Батоць (310 осіб)
- Бістрецу (695 осіб)
- Девесел (1394 особи) — адміністративний центр комуни
- Дунеря-Міке (83 особи)
- Скепеу (932 особи)
- Тісмана (184 особи)

Комуна розташована на відстані 272 км на захід від Бухареста, 18 км на південь від Дробета-Турну-Северина, 93 км на захід від Крайови.

## Населення
За даними перепису населення 2002 року у комуні проживали 3598 осіб.
Національний склад населення комуни:
| Національність | Кількість осіб | Відсоток |
| -------------- | -------------- | -------- |
| румуни         | 3340           | 92,8%    |
| цигани         | 255            | 7,1%     |
| німці          | 2              | 0,1%     |
| угорці         | 1              | < 0,1%   |

Рідною мовою назвали:
| Мова      | Кількість осіб | Відсоток |
| --------- | -------------- | -------- |
| румунська | 3419           | 95,0%    |
| циганська | 177            | 4,9%     |
| угорська  | 1              | < 0,1%   |
| німецька  | 1              | < 0,1%   |

Склад населення комуни за віросповіданням:
| Релігія        | Кількість осіб | Відсоток |
| -------------- | -------------- | -------- |
| православні    | 3534           | 98,2%    |
| греко-католики | 24             | 0,7%     |
| п'ятдесятники  | 20             | 0,6%     |
| адвентисти     | 4              | 0,1%     |
| римо-католики  | 3              | 0,1%     |
| баптисти       | 1              | < 0,1%   |
| бретрени       | 1              | < 0,1%   |
| атеїсти        | 1              | < 0,1%   |